# Pokémon Origins
Pokémon Origins (jap.: ポケットモンスター THE ORIGIN, Poketto Monsutā THE ORIGIN; Pocket Monsters: THE ORIGIN) ist eine Anime-Miniserie von 2013 und Ableger der Pokémon-Reihe. Anders als die Hauptreihe, die von den Abenteuern der Hauptfigur Ash handelt, ist Pokémon Origins die direkte Adaption der Spiele Pokémon Rote und Blaue Edition. Die verschiedenen Trailer erwähnen immer wieder, dass die Serie an die Zuschauer gerichtet ist, die die Spiele selbst gespielt haben.

## Inhalt
Die Serie beschäftigt sich mit den ersten Hauptspielen der Pokémon-Reihe, Pokémon Rot und Blau. Der japanische Name des Rivalen, Green, bezieht sich auf die japanischen Originalversionen der Spiele, Pokémon Rot und Grün.
Rot, ein Junge aus dem Städtchen Alabastia, bekommt sein erstes Pokémon und den Auftrag vom Pokémon-Professor Eich, den neu entwickelten Pokédex zu vervollständigen, indem er durchs Land zieht und Pokémon fängt. Den gleichen Auftrag bekommt der Enkel des Professors, Blau, Rots Kindheitsfreund und Rivale. Auf getrennten Wegen, die sich jedoch immer wieder kreuzen, machen sich die beiden Jungen auf den Weg durch die Region Kanto, um ihren Träumen zu folgen.
Die Handlung der Spiele wird stark gekürzt dargestellt. Viele Ereignisse werden überflogen, sodass letztendlich nur der Beginn der Reise, der erste und der letzte Arenakampf, die Geschichte um das Dorf Lavandia, die Kämpfe gegen Giovanni und der Fang Mewtus näher erläutert werden. Das erklärt auch die geringe Zahl an Hauptcharakteren, die auf der offiziellen Webseite aufgeführt werden.

## Hintergrund
Als Spezialausgabe mit 4 Folgen à 22 Minuten wurde die Sendung in Japan am 2. Oktober 2013 ausgestrahlt. Eine internationale Veröffentlichung über Nintendos Pokémon TV folgte ab 15. November 2013. Die Animation wurde von den Studios Production I.G, Xebec und OLM übernommen. Die Regie führten Itsuro Kawasaki (Folge 1), Yukio Kuroda (Folge 2), Hideya Takahashi (Folge 3) und Daiki Tomiyasu (Folge 4), während die Musik von Masafumi Mima stammt.
Die Anlehnung an die Spiele wirkten sich nicht nur auf die Handlung, sondern auch Aussehen, Musik und Aufbau der Kämpfe aus. So sprechen viele Charakteren genau die Zeilen, die sie im Spiel sagen. Original-Spielemusik wird neu interpretiert im Hintergrund gespielt. Wie in den Spielen sieht man bei einigen Kämpfen einen Balken, der die verbleibende Energie der Pokémon anzeigt. Außerdem wird zum Ende jeder Episode das Spiel gespeichert, indem wie im Spiel der Speicher-Bildschirm angezeigt wird.
Die Miniserie erschien am 31. Juli 2020 auf DVD und Blu-ray bei polyband Anime.

## Synchronisation
| Rolle          | Synchronsprecher (Japanisch) | Synchronsprecher (Deutsch) |
| -------------- | ---------------------------- | -------------------------- |
| Rot            | Junko Takeuchi               | Christian Zeiger           |
| Blau           | Takuya Eguchi                | Konrad Bösherz             |
| Professor Eich | Katsuji Mori                 | Thomas Schmuckert          |
| Rocko          | Tomokazu Sugita              | Michael Deffert            |
| Giovanni       | Rikiya Koyama                | Oliver Siebeck             |
| Siegfried      | Tokuyoshi Kawashima          | Steven Merting             |
| Reina          | Yui Ishikawa                 | Julia Stoepel              |
| Mr. Fuji       | Minoru Inaba                 | Frank-Otto Schenk          |